# Ornézan

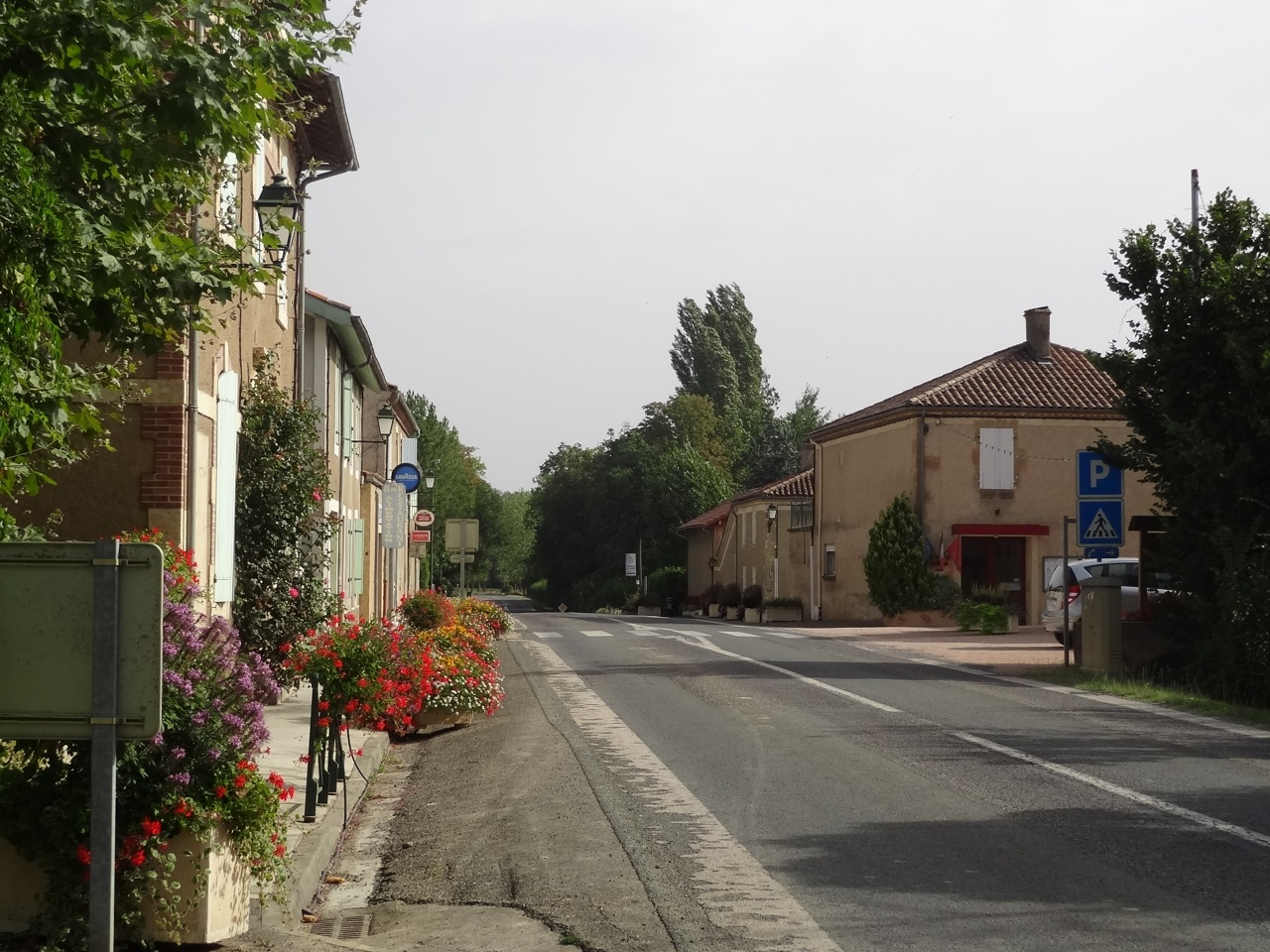
Ornézan (2012)

Ornézan este o comună în departamentul Gers din sudul Franței. În 2009 avea o populație de 243 de locuitori.

## Vezi și

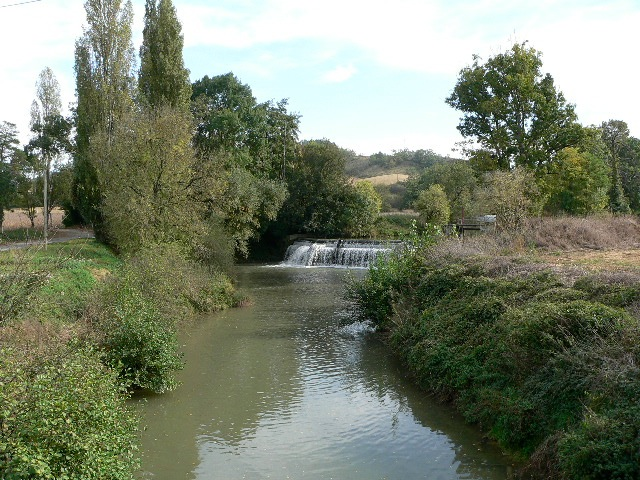
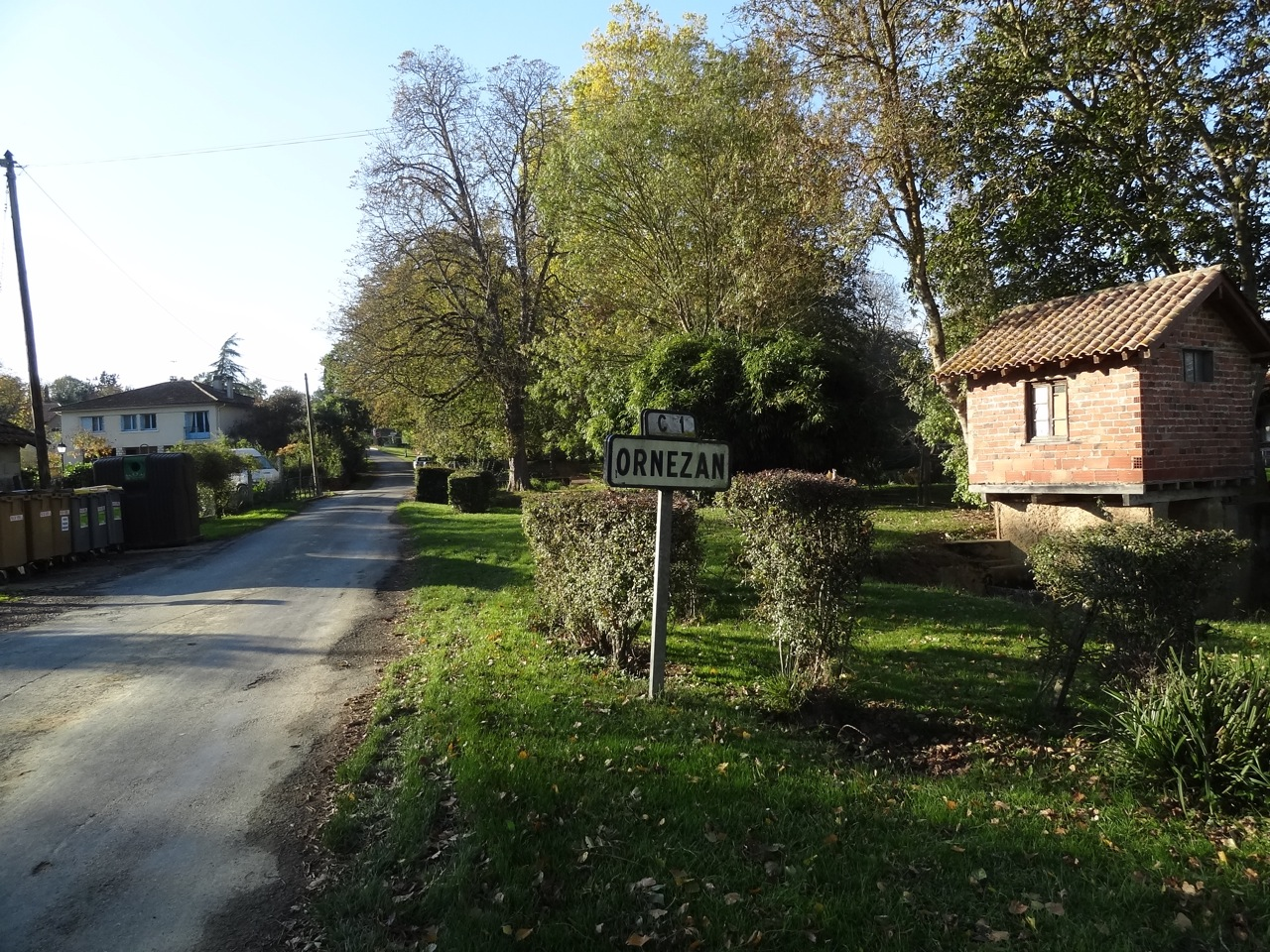
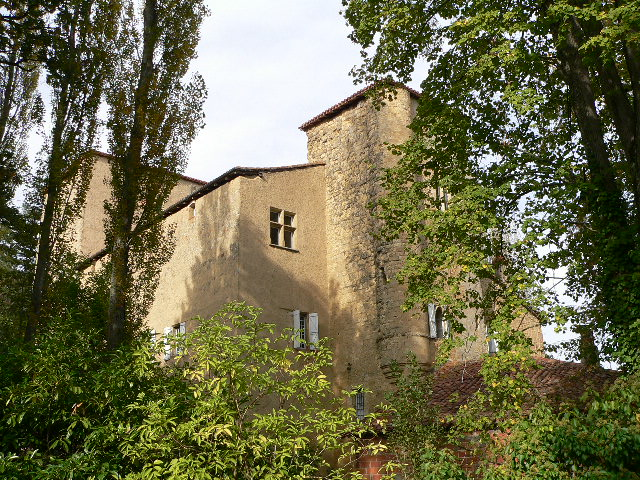
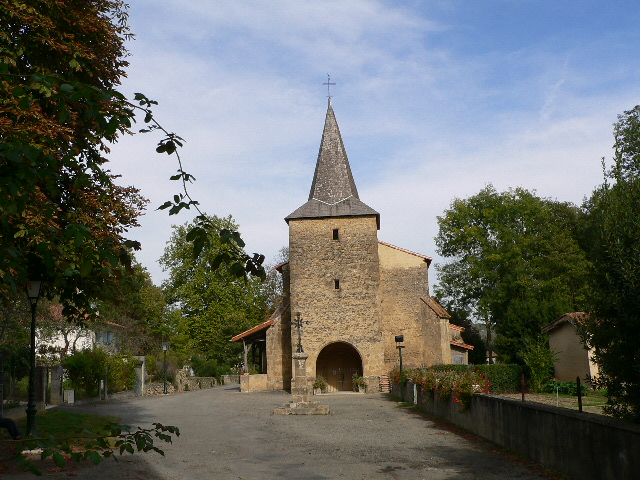
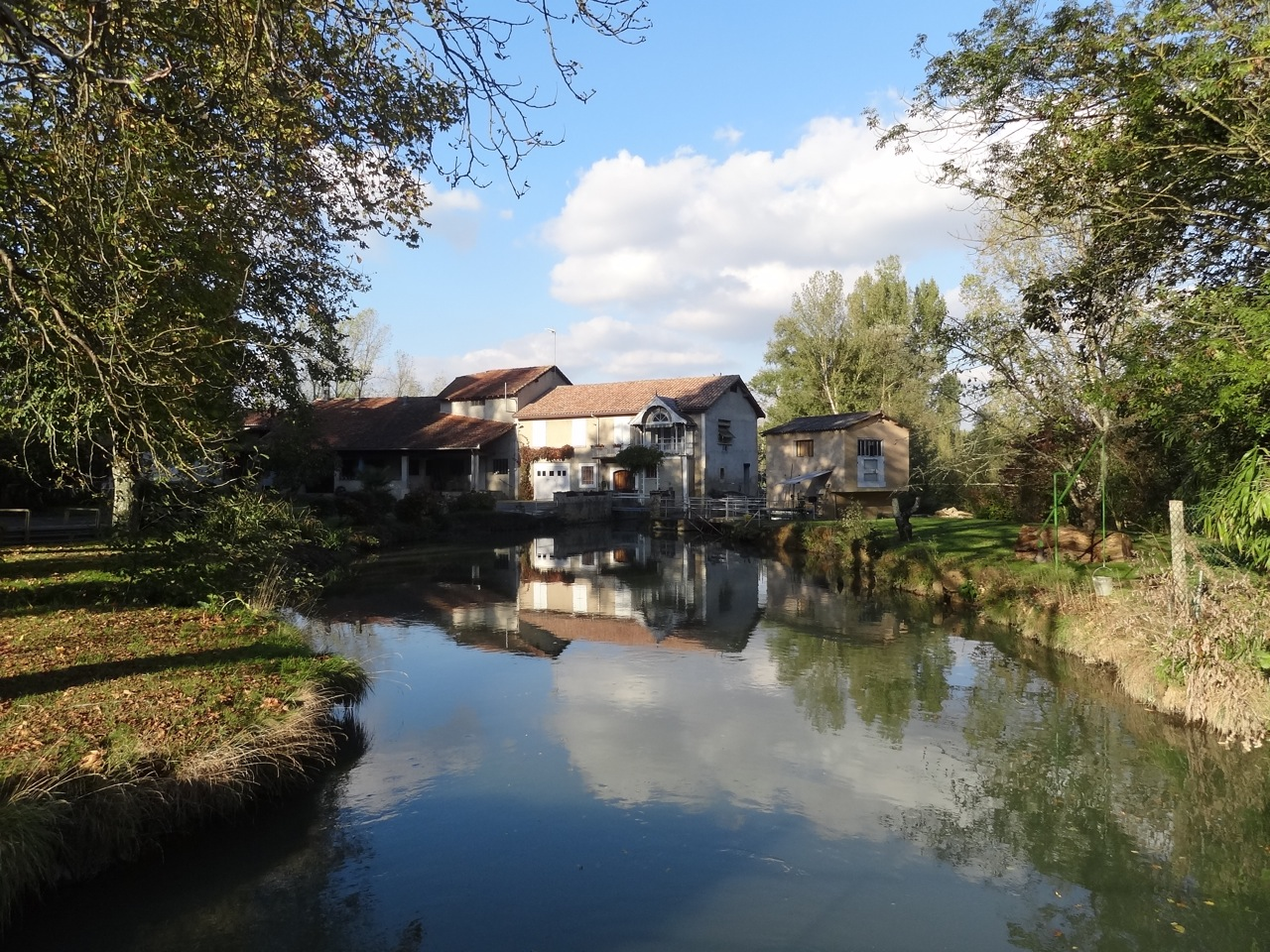

## Evoluția populației
| An        | 1975 | 1982 | 1990 | 1999 | 2006 | 2009 |
| --------- | ---- | ---- | ---- | ---- | ---- | ---- |
| Populație | 209  | 216  | 225  | 237  | 248  | 243  |